# Hoornerveen
Hoornerveen is een buurtschap in de Nederlandse gemeente Heerde, gelegen in de provincie Gelderland. Het ligt ten noorden van de plaats Heerde.
Hoofdplaats: Heerde      Dorpen: Veessen · Vorchten · Wapenveld

Buurtschappen: Bakhuisbos · Berghuizen · Hoorn · Hoornerveen · Horsthoek · Markluiden · Wapenveld-noord · Werven · Wolbert

Gelderland: Steden en dorpen in Gelderland      Nederland: Provincies · Gemeenten